# Заповед за изпълнение
Заповедта за изпълнение е издаван без предшестващ исков процес акт на районен съд, който, в случай че длъжникът не направи възражение, представлява изпълнителен титул за вземане или предаване на вещ.

## История и цели на уредбата
През 1942 г. във втория български Закон за гражданското съдопроизводство (в сила от 1930 до 1952 г., сега отменен) е била предвидена заповед за изпълнение. С първия български Граждански процесуален кодекс (ГПК) това производство е премахнато.
Към 2005 г. България провежда проект за реформа на гражданския процес с експерти от Австрия. В Австрия заповедта за плащане обаче е задължителна процедура при искове до 30 000 евро, а възражението трябва да е обосновано.
Целите, които се преследват с въвеждането на заповед за изпълнение в новия ГПК, в сила от март 2008 г., са поне две: Първо, да бъде облекчено правораздаването в случаите, в които е вероятно, че длъжникът няма да оспорва исканията на кредитора (съобрази регламентите на ЕС за безспорните вземания и за европейската заповед за плащане). Второ, да бъдат премахнати извънсъдебните изпълнителни основания, за да бъде отговорено на изискванията на ЕКЗПЧОС, според които на длъжника трябва да бъде дадена възможност за навременна защита, и решенията да бъдат признавани от другите държави, без производството да бъде значително утежнено. Поради различното положение по ГПК от 1952 г. и различните преследвани цели в двата случая се оформят два различни подвида производство и две групи от

## Основания
Заповед за изпълнение може да бъде издадена
- по обща (заедно с разноските и лихвите) претенция (искане) до 25 000 лв. за заместими вещи (чл. 410, ал. 1 т. 1 във връзка с чл. 103 във връзка с чл. 104) или за предаване на вещ, когато искът е бил подсъден на районен съд (чл. 410, ал. 1, т. 2).
- при представяне на някой от точно посочените (изчерпателно изброените) документи
  - Издадени от публичен орган; удостоверени от нотариус; договор за залог (последното не е публичен, а частен акт) – чл. 417, т. 1-8
  - Ценни книги на заповед – чл. 417, т. 9

Макар и да е налице някое от основанията, кредиторът може да предпочете да води дело по общия ред.

## Общо производство
Длъжникът трябва да пребивава на територията на РБ. Кредиторът трябва да попълни заявление по образец (чл. 425, с конкретни изисквания по чл. 410), с което иска издаване на изпълнителен лист, и да го подаде пред районния съд на длъжника или по местоизпълнението.
Съдът издава заповедта без да проверява основателността на искането по същество. Тя се изпраща на длъжника, който трябва да я изпълни в 14-дневен срок и да плати разноските по издаването ѝ. Ако не го направи, заявителят може да се обърне към (частен или държавен) съдебен изпълнител за принудително изпълнение.
Защитата на адресата на заповедта се изразява във възможността му в същия срок да отправи възражение, че не е длъжник (чл. 414). В този случай заявителят може да предяви иск (да заведе нормално съдебно дело), за да докаже претенцията си. Ако го спечели, обикновено длъжникът ще трябва да плати и съдебните такси и адвокатските хонорари по делото.
Но ако заявителят не предяви иск в едномесечен срок или такъв бъде отхвърлен заповедта няма да влезе в изпълнение.
Двете страни могат да обжалват разпореждането за разноските по заповедта за изпълнение.

## Незабавно изпълнение
Тъй като втората група основания са с по-голяма тежест, законът урежда възможност да се започне принудително изпълнение още от издаването на заповедта за изпълнение. Затова производството има някои особености.
Заявителят може да поиска съдът веднага да издаде изпълнителен лист (чл. 418 ГПК). Заповед с разпореждане за незабавно изпълнение се връчва на длъжника по особен ред – чрез съдебния изпълнител. Изпълнението може да започне веднага, без да се чака да изтече срокът за възражение.
При режима по ГПК от 1952 г. кредиторът може да се обоснове принудителното изпълнение въз основа на запис на заповед (извънсъдебно изпълнително основание). При новия режим, на първо място, е необходимо издаването на заповед за изпълнение. Възражението на длъжника, както и в общия случай, разгледан по-горе, създава необходимост заявителят да заведе и докаже вземането си чрез дело. В случай, че не бъде заведен иск или бъде загубено, изпълнителният лист ще бъде обезсилен (чл. 415, ал. 2).
По отношение на втората подгрупа основания (документите по чл. 417, т. 9) възражението спира незабавното изпълнение (арг. от чл. 420, ал. 1).
По отношение на първата подгрупа основания (документите по чл. 417, т. 1 – 8), които са по-стабилни, въпреки възражението съдебният изпълнител може да продължи да предприема действия срещу банковите сметки, имотите, вземанията и др. имущества на длъжника. Ако счита, че разпореждането за незабавно изпълнение е неправилно, длъжникът може да го обжалва. Ако иска да спре изпълнителните действия до произнасяне по жалбата, може да представи убедителни контра документи или да представи обезпечение (напр. гаранция в банка).

## Оспорване
Следните възможности за оспорване на съдебни актове в производството са на разположение на:
- Кредитора (заявител, евентуално ищец): Частна жалба срещу отказа да бъде издадена заповед за изпълнение; Частна жалба срещу частичен или пълен отказ да бъде издаден изпълнителен лист; Частна жалба за разноските;
- Длъжника (евентуално ответник): Частна жалба за разноските; Възражение; Частна жалба срещу разпореждането за незабавно изпълнение; Искане за спирането на незабавното изпълнение; Обезпечение; Иск за оспорване на вземането от платилия.

## Проблеми в уредбата
Към момента на влизане в сила на ГПК съществуват известни неясноти, като същевременно няма съдебна практика по производството.